# Tewksbury Township
Pour les articles homonymes, voir Tewksbury (homonymie).
Tewksbury Township est un township américain situé dans le comté de Hunterdon au New Jersey.

## Géographie
La municipalité s'étend sur 31,7 milles carrés (82,1 km2) dont 0,17 mille carré (0,44 km2) d'étendues d'eau.
Tewksbury Township comprend les localités d'Apgars Corner, Bissell, Cokesbury, Fairmount, Farmersville, Fox Hill, Hoffmans, Lower Fairmount, Mountainville, New Germantown, Oldwick, Pottersville, Sutton et Vernoy.
| Lebanon Township          | Washington Township (comté de Morris) |                                |
| Califon, Lebanon Township | Tewksbury Township                    | Bedminster (comté de Somerset) |
| Clinton Township          | Clinton Township, Readington Township | Readington Township            |

## Histoire
George Willocks achète ces terres aux Lenapes en 1708. Après quelques Anglais, de nombreux Allemands s'installent dans la région au milieu du XVIIIe siècle, fondant le bourg d'Olwick.
Tewksbury Township est formé le 11 mars 1755 à partir du township de Lebanon,. Son nom proviendrait de la ville de Tewkesbury en Angleterre ; les deux municipalités sont jumelées depuis 2003.
Le township devient officiellement une municipalité en 1798. Il intègre des terres du township de Readington voisin en 1832 et 1861 puis cède une partie de son territoire au township de Clinton en 1871 et 1891. En 1918, le borough de Califon est formée à partir d'une partie du township de Tewksbury.

## Démographie
Lors du recensement de 2010, la population de Tewksbury Township est de 5 993 habitants. Elle est estimée à 5 788 habitants au 1er juillet 2018, en baisse de 3 %.
Tewksbury Township est une municipalité relativement blanche, aisée et éduquée. Le revenu par habitant était en moyenne de 73 285 dollars par an entre 2013 et 2017, largement supérieur à la moyenne du New Jersey (39 069 dollars) et à la moyenne nationale (31 177 dollars). Sur cette même période, 0,9 % des habitants de Tewksbury Township vivaient sous le seuil de pauvreté (contre 10,0 % dans l'État et 11,8 % à l'échelle des États-Unis). Par ailleurs, 97,3 % de ses habitants de plus de 25 ans étaient diplômés d'une high school et 64,8 % possédaient au moins un bachelor degree (contre 89,2 % et 38,1 % au New Jersey, 87,3 % et 30,9 % aux États-Unis).
| Groupe          | Tewksbury Township (2017) | New Jersey (2018) | États-Unis (2018) |
| --------------- | ------------------------- | ----------------- | ----------------- |
| Blancs          | 94,9                      | 72,0              | 76,5              |
| Afro-Américains | 0,0                       | 15,0              | 13,4              |
| Amérindiens     | 0,0                       | 0,6               | 1,3               |
| Asiatiques      | 4,7                       | 10,0              | 5,9               |
| Océaniens       | 0,0                       | 0,1               | 0,2               |
| Métis           | 0,3                       | 2,3               | 2,7               |
|                 |                           |                   |                   |
| Hispaniques     | 3,1                       | 20,6              | 18,3              |